# Розбір (село)
Розбір (пол. Rozbórz) — розташоване на Закерзонні село в Польщі, у гміні Переворськ Переворського повіту Підкарпатського воєводства.
Населення — 2047 осіб (2011).

## Історія
Розбір вперше згаданий в 1384 р., коли Ян з Тарнова надав розпорядження про закріпачення села.
У 1831 р. в селі було 182 греко-католики, які належали до парохії Миротин Каньчуцького деканату Перемишльської єпархії.
Відповідно до «Географічного словника Королівства Польського» в 1888 р. Розбір знаходився у Ланцутському повіті Королівства Галичини і Володимирії, було 208 будинків і 1130 мешканців, з них 906 римо-католиків, 206 греко-католиків і 18 євреїв. На той час унаслідок півтисячоліття латинізації та полонізації українці лівобережного Надсяння опинилися в меншості.
У 1939 році в селі проживало 2080 мешканців, з них 340 українців-грекокатоликів, 1715 поляків і 25 євреїв. Село входило до ґміни Переворськ Переворського повіту Львівського воєводства. Греко-католики належали до парохії Миротин Лежайського деканату Перемишльської єпархії.
16 серпня 1945 року Москва підписала й опублікувала офіційно договір з Польщею про встановлення лінії Керзона українсько-польським кордоном. Українці не могли протистояти антиукраїнському терору після Другої світової війни. Частину добровільно-примусово виселили в СРСР (255 осіб — 66 родин). Решту українців у 1947 р. під час операції «Вісла» депортовано на понімецькі землі.
У 1975-1998 роках село належало до Перемишльського воєводства.

## Демографія
Демографічна структура станом на 31 березня 2011 року:
|          | Загалом | Допрацездатний вік | Працездатний вік | Постпрацездатний вік |
| -------- | ------- | ------------------ | ---------------- | -------------------- |
| Чоловіки | 996     | 213                | 670              | 113                  |
| Жінки    | 1051    | 245                | 577              | 229                  |
| Разом    | 2047    | 458                | 1247             | 342                  |